# Písmák
Písmák je laický znalec Bible.

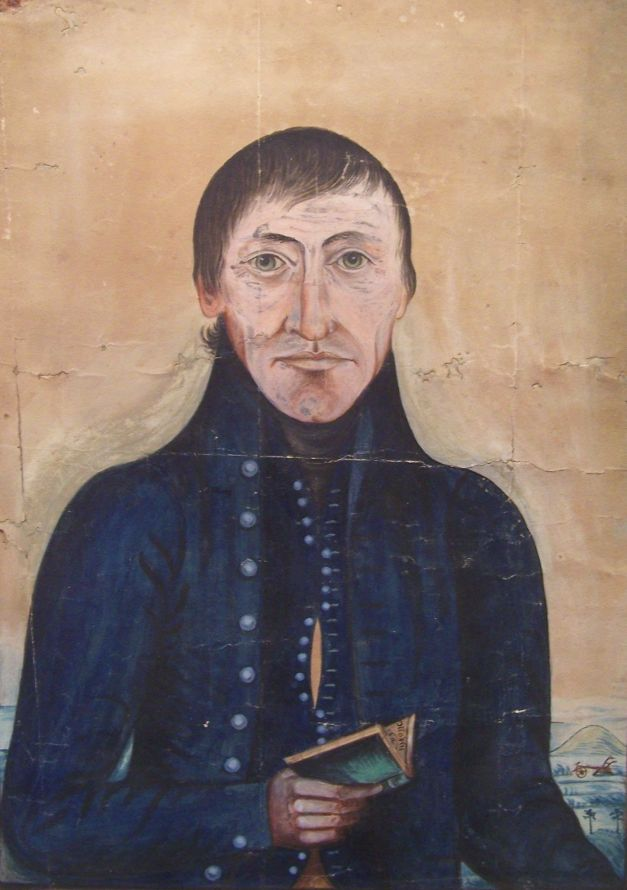
Ilustrovaná představa „písmáka“

Je to označení používané pro znalce Bible a základní náboženské literatury, kteří pocházeli z lidových vrstev. Většinou šlo o lidi, kteří nebyli předtím systematicky vzděláváni.[zdroj?] Tito písmáci byli často zároveň kronikáři, psali své paměti a podobnou literaturu, někdy duchovní poezii a jiná literární díla.[zdroj?]
Jejich spisy jsou většinou zajímavé spíše jako historický dokument než jako literární díla.[zdroj?]  Zachycují poměrně věrně dobové venkovské reálie. Kromě vlastní tvorby písmáci v některých případech opisovali knihy (zakázanou protestantskou literaturu atd.). Někdy šlo o perzekvované protestanty,  za typického písmáka je však považován katolický a loajální Jan František Vavák. 
Označení se nejvíce užívá pro osoby žijící v 18.–19. století, literárně jejich díla spadají většinou do baroka.